# Mariée pour la première fois
Pour plus de détails, voir Fiche technique et Distribution.
Mariée pour la première fois (Впервые замужем, Vpervye zamoujem) est un film soviétique réalisé par Iossif Kheifitz, sorti en 1979.

## Fiche technique
- Titre original : Впервые замужем
- Titre français : Mariée pour la première fois[1]
- Réalisation : Iossif Kheifitz
- Scénario : Pavel Niline, Iossif Kheifitz
- Photographie : Vladimir Diakonov
- Musique : Oleg Karavaïtchouk
- Pays d'origine : URSS
- Format : Couleurs - 35 mm - Mono
- Genre : drame
- Durée : 90 minutes
- Date de sortie : 1979

## Distribution
- Evguenia Glouchenko : Tonia
- Nikolaï Volkov : Efim Pourychev
- Valentina Telitchkina : Galia
- Svetlana Smirnova : Tamara Bolotnikova
- Igor Staryguine : Valeri Perevoztchikov